# Tristagma nahuelhuapinum
Tristagma nahuelhuapinum är en amaryllisväxtart som beskrevs av Pierfelice Ravenna. Tristagma nahuelhuapinum ingår i släktet Tristagma och familjen amaryllisväxter. Inga underarter finns listade i Catalogue of Life.